# 哈密爾頓經濟
加拿大安大略省多倫多至哈密尔顿一帶，是全國工業最發達的地區。由奧沙華為起點，沿著安大略湖西岸，及至尼亞加拉瀑布，是所謂的「金馬蹄地區」，而哈密爾頓的地理位置就在「馬蹄」的中心。根據加拿大統計局2001年人口統計，有6,704,598 居住在「金馬蹄地區」。很多主要工業製品，如汽車與零件、鋼鐵與其他金屬、食品、電子產品、機械產品、石油化工及煤礦產品、紙品等都在這裡出產。
2006年，加拿大政府就哈密爾頓地區的勞動市場發出一份新聞稿，報告指哈密爾頓缺乏酒店設施、貨車司機及金融人材。同時間，55%的製造業工作人口將在15年內退休。因此，安省政府亦投放大量金錢予哈密爾頓的教育界。另外，根據加拿大商業雜誌2006年所做的一份調查指出，哈密爾頓是安省最適合營商的地方。該項調查以可變營運資本（variable operating costs）、生活開支、非住宅建築許可證、失業率變化及犯罪率來作評核準則。與全國城市比較，哈密爾頓則名列第6。
近年經濟日漸倚重服務業，但鋼鐵業、製造業等依然主宰著哈密爾頓經濟。除此之外，個別行業如航空業、建造業及地產、科研、醫療、教育等近年發展亦不俗。

## 鋼鐵業
雖說近年經濟日漸倚重服務業，但鋼鐵業始終主宰著哈密爾頓的經濟命脈。市內兩間鋼鐵公司史特爾科及多法斯科合共出產了全國六成鋼鐵，亦因此哈密爾頓被譽為加拿大的「鋼鐵首都」（Steel Capital of Canada）。史特爾科曾經面臨破產，幸而在2004年轉虧為盈。至於2006年被印度裔富商拉克希米·米塔爾旗下公司安賽樂米塔爾收購的多法斯科則在1999年和2000年分別成為全北美洲和全加拿大最能賺錢的鋼鐵製造商。現時它在哈密爾頓的廠房僱佣了約7300名員工，每年製造400萬噸鋼鐵，佔全國平板鋼材出口約三成。多法斯科出產多種鋼鐵產品，滿足不同行業，如汽車業、建造業、能源業、製造業、包裝業、渠務公司以及鋼鐵分銷商等需求。2006年，多法斯科連續第7年入選道瓊永續發展指數。
總公司設在哈密爾頓的國民鋼車是北美洲最具規模的客貨運火車及裝備公司，自1912年起一直生產鐵路運輸產品。2007年1月，國民鋼車贏得美國新澤西州一間廢料運輸公司要求「度身訂造」1200 輛火車的訂單。

## 科研與教育
提供大眾醫療服務的哈密爾頓健康科學中心是哈密爾頓最大僱主，旗下員工近10000人，服務中南及西南安大略省近220萬名市民。哈密爾頓健康科學中心由一座癌症中心和五間不同類型醫院組成，它們分別是切多克醫院（Chedoke Hospital）﹑哈密爾頓普通科醫院（Hamilton General Hospital）、亨德森普通科醫院（Henderson General Hospital）、麥克馬斯特兒童醫院（McMaster Children's Hospital）、麥克馬斯特大學醫療中心（McMaster University Medical Centre）和尤拉文斯基癌症中心 （Juravinski Cancer Centre）。哈密爾頓健康科學中心與麥克馬斯特大學醫學院（Faculty of Health Sciences）關係密切，彼此建立了全國其中一個最健全的醫療系統。
1930年，麥克馬斯特大學由多倫多遷移至哈密爾頓。現時，麥大是市內第六大僱主，僱佣3500名全職教學及支援人員，並與六所醫院保持夥伴關係。校內學生人數高達27000，其中僅1/3來自哈密爾頓或其鄰近地區。麥大為安大略省共帶來12億8900萬（6.7億營運開支+9400萬學生/遊客消費+5.25億科技知識財產交易）的國內生產總值效益。資本企劃和一些非正式/不能計算的知識財產交易並沒包括在內。
麥大選擇在韋斯特代爾的卡姆科倉庫舊址（old CAMCO warehouse）興建一所大型研究用校舍McMaster Innovation Park（页面存档备份，存于）。另外，富商麥可‧德格魯特最近捐出1.05億元支持麥大的醫學系。此次舉動是加國有史以來最龐大的一次性現金捐款，款項將用作提昇現時的醫學院。為感謝麥可‧德格魯特的慷慨，學院將重新命名為麥可‧德格魯特醫學院（Michael G. DeGroote School of Medicine）。麥可‧德格魯特先生之前亦大量捐贈予大學的麥可‧德格魯特商學院（Michael G. DeGroote School of Business）。
在哈密爾頓普通科醫院後方，將會興建一座名為大衛布雷利心臟、血管與中風研究所（The David Braley Cardiac, Vascular and Stroke Research Institute）的研究中心。新建項目造價9000萬元，面積16萬5000平方呎，預期2010年開業，並會有500名以上科學家前來工作，而此項計劃將為本土帶來至少250個新增職位。大衛·布雷爾捐出1000萬贊助是次計劃。由於所須款項是大衛·布雷爾從工業界賺取的，因此對哈密爾頓經濟轉型，發展多元化經濟有重大意義。大衛·布雷爾是汽車零件製造商奧立克工業股份有限公司（Orlick Industries Ltd）主席，兼任加拿大式足球隊卑詩雄獅班主。

## 建造業及地產
2006年，哈密爾頓建造業界表現不俗，在紅山谷園林公路工程龐大開銷帶動下，全年增長估計可達8.8%。另外，2007年1月市內樓房價格比2006年1月平均增長6%。「哈密爾頓-伯靈頓房地產經紀協會」（The Realtors Association of Hamilton-Burlington）指出，客人對轉售樓房市道繼續表現出信心。2007年1月期間，就總共出售了823個物業單位，雖比去年同期下跌1%，但市場上供應卻大增6%，亦即1723個物業單位。該823個售出的單位裡面，住宅佔786個，當中包括650間房屋和136個公寓單位。非公寓物業平均售價為268,729元，公寓單位平均售價則達193,735元。
溫哥華的「地產投資網絡」（Real Estate Investment Network）所做的調查把哈密爾頓列為安省10個最佳房地產投資市場之一。報告指，哈密爾頓經濟正朝著多方面發展，擺脫了以往給人「骯髒鋼鐵城市」（dirty steel town）的印象，轉而吸納國內移民在這裡定居，加上這裡樓房按揭利率偏低，部份有住屋需要的難民又從多倫多遷徙至此，GO運輸交通運輸服務比以往改善紅山谷園林公路快將建成以及位於格蘭布魯克的哈密爾頓機場在高速發展等都成為了哈密爾頓地產市道被看好的原因。報告續指，市內其實還有很多物業的價值被低估。
|      | 2001        | 2002        | 2003        | 2004        | 2005        | 2006        |
| ---- | ----------- | ----------- | ----------- | ----------- | ----------- | ----------- |
| 住宅 | 287,621,422 | 352,759,590 | 262,214,137 | 380,297,684 | 375,133,564 | 407,331,942 |
| 商業 | 71,141,096  | 107,703,082 | 58,914,038  | 75,335,634  | 79,082,418  | 108,702,496 |
| 工業 | 55,240,986  | 50,435,054  | 87,276,714  | 60,982,261  | 72,466,405  | 72,266,757  |
| 公共 | 97,338,063  | 150,485,309 | 252,615,083 | 74,466,736  | 106,656,106 | 85,829,122  |
| 其他 | 3,979,497   | 2,951,608   | 3,374,797   | 4,084,400   | 7,541,108   | 8,417,498   |
| 總共 | 515,321,064 | 664,334,643 | 664,394,769 | 595,166,715 | 640,879,601 | 682,547,815 |

哈密爾頓地產熱點：
- 東部地區：紅山谷園林公路方圓500米的地方都有不錯的經濟發展潛力，尤其「山頂區」東部（east mountain）由於交通變得便利而被看好。
- 韋斯特代爾（英语：Westdale, Hamilton）：由於學生對學校鄰近房屋一向有所需求，因此麥克馬斯特大學附近的房屋對投資者具一定吸引力。
- 西部地區：距離即將開設的McMaster Innovation Park（页面存档备份，存于）車程15分鐘內地方在（Longwood Road上發展）
- 市中心：城市中央主幹道一帶，很多業主都愛將其物業租予2-3人組成的家庭。

## 航空業
约翰·卡尔·芒罗哈密尔顿国际机场在1940年代是個空軍訓練場地，今時今日則已變成了全國最繁忙的貨運機場。現時機場的營運由貿易港國際公司（TradePort International Corporation）負責，在貿易港國際公司的管理下，搭客人數由1996年的9萬人大幅攀升至2002年的近90萬人，並且就客運量定下了每年500萬人次的中期目標。機場貨運部有能力每日24小時不停運作，而機場本身極有利的地理位置也令到機場自1996年起每年增加容量50%。2002年，總共100,000噸貨物流經此地。速遞公司如聯合包裹服務公司、普羅拉特公司和加拿大噴氣機航空亦有在這裡經營。順帶一提，機場是加拿大戰鬥機遺產博物館的所在地。
市政廳就有關在安大略省6號高速公路和安大略403號省道交界興建一座「航空城」工業村的事宜討論多年。反對者認為，在任何方案落實前，市政府應該就整項計劃的支出對納稅人的負擔作更深入調查。

## 哈密爾頓港口局
前身為漢密爾頓港委員會（Hamilton Harbour Commissio）n的「哈密爾頓港口局」（Hamilton Port Authority），每年透過700艘以上船隻處理1200萬公噸貨物。亦因此，哈密爾頓成為加拿大五大湖中最繁忙的港口，負責處理聖勞倫斯河航運系統（St. Lawrence Seaway System）上28%的活動。 2006年，出入海港船隻合共739艘，其中美加的佔577（78%）﹐國外的則由2005年的130增加至162（22%），其中包括來自馬來西亞、菲律賓、俄羅斯及巴西等地的貨船。出入口比例方面為13%比87%。大部份運送至哈密爾頓的物料主要是鋼鐵商史特爾科和多法斯科用來製造鋼鐵的鐵礦、煤和一些入口自巴西的鋼材。港口亦負責接收24000公升（5280加侖）牙買加蘭姆酒。近年最獨特的進口貨是2006年首次登陸哈密爾頓港，運送至安省南部農田的風車葉片（部分長達80呎），出口貨方面則有50萬公噸包括穀物的農產品。
|            | 2003       | 2004       | 2005       | 2006       |
| ---------- | ---------- | ---------- | ---------- | ---------- |
| 海外       |            |            |            |            |
| 入口       | 1,195,105  | 1,119,240  | 1,307,301  | 1,329,444  |
| 出口       | 88,860     | 130,208    | 275,074    | 144,956    |
| 總共       | 1,283,965  | 1,249,448  | 1,582,375  | 1,474,400  |
| 本土及美國 |            |            |            |            |
| 入口       | 8,860,728  | 9,699,948  | 9,606,420  | 9,533,026  |
| 出口       | 880,053    | 1,058,436  | 1,170,716  | 1,585,304  |
| 總共       | 9,740,781  | 10,758,384 | 10,777,136 | 11,138,330 |
| 總噸數     | 11,024,746 | 12,007,832 | 12,359,511 | 12,612,730 |

## 食品工業
位於哈密爾頓的釀酒公司萊克波特釀酒公司專攻安大略省廉價優質啤酒市場，2002年更首創以「24支賣24元」的廉價推銷方法聞名安省，亦成為了哈密爾頓區域內增長最快的公司之一。萊克波特生產旗下9個獨立品牌啤酒，其中兩款萊克波特蜂蜜啤酒（Lakeport Honey Lager）和萊克波特比爾森啤酒（Lakeport Pilsener）打入安省暢銷榜10大。公司僱用超過200名員工在其生產部工作。哈密爾頓港口局與萊克波特合作，投入資金擴建萊克波特在其港口的設施35000平方呎（3250平方米）。萊克波特是加拿大最大的啤酒、非酒精及烈酒產品（spirit-based products）代加工廠商（co-packer）。據稱，公司擁有全北美洲最現代化的含酒精飲品生產設備。2007年3月29日，拉巴特釀酒公司入萊克波特價值2億元的入息信托（income trust）。同年5月8日，拉巴特正式宣佈，由於對廠房的素質感到滿意，萊克波特生產線將會繼續在哈密爾頓運作，但其他市場及銷售工作則從此集中在拉巴特的總公司。
1978年約翰和埃莉·沃特曼（John & Ellie Voortman）創立的奧克倫農場麵包店（Oakrun Farm Bakery）在安卡斯特開業。時至今日，奧克倫農場麵包店已擁有一個達16.5萬平方呎的廠房，生產20種不同的優質產品，成為了主要的新鮮及冷凍麵包產品供應商，目前更對加拿大和美國的市場虎視耽耽。他們現時為加拿大和美國的麥當勞餐廳供應鬆餅、薄餅和楓糖班戟漢堡，同時亦為加拿大的蒂姆·霍顿斯咖啡店生產麵包圈、曲奇餅和蛋糕等。2007年1月公司正擴建其位於安卡斯特的廠房和貨艙設施。

## 廢物處理
2007年5月9日，哈密爾頓競投處理荷頓區內包括有機物質及回收物料等廢物，其餘競投者均來自工商界。市政府希望利用市內各種設備處理廢料，創造最大經濟效益。現時，市內設施每年處理廢物40000噸，最多則能應付80000至90000噸。

## 市內購物商場
- Centre Mall
- Eastgate Square（页面存档备份，存于）
- Lloyd D. Jackson Square（英语：Lloyd D. Jackson Square）
- Limeridge Mall
- Hamilton City Centre (即以前的 Eaton's Centre)

## 內外部連結
- 哈密爾頓經濟史（英语：Economic history of Hamilton）
- 哈密爾頓的電影業（英语：Film industry in Hamilton, Ontario）
- 設在哈密爾頓的總公司列表（英语：List of head offices in Hamilton, Ontario）
- 哈密爾頓100大僱主
- Golden Horseshoe Biosciences Network

## 資料來源
1. ↑  .   [2007-08-03]. （原始内容存档于2007-08-17）.
2. ↑  . Statistics Canada. 2003  [2007-08-03]. （原始内容存档于2006-12-08）.
3. ↑  .   [2007-02-03]. （原始内容存档于2007-10-08）.
4. ↑  Schneider, Joe. . International Herald Tribune.   [2007-08-03]. （原始内容存档于2007-10-15）.
5. ↑  Wines, Leslie. . CBS Market Watch.
6. ↑  Forstner, Gordon. .   [2007-08-03]. （原始内容存档于2008-10-06）.
7. ↑  .   [2007-08-03]. （原始内容存档于2021-01-05）.
8. ↑  . Hamilton Spectator. 2007-01-05: A14.
9. ↑  .   [2007-08-03]. （原始内容存档于2007-09-27）.
10. ↑  . McMaster University.   [2007-08-03]. （原始内容存档于2006-11-13）.
11. ↑  . McMaster University.   [2007-08-03]. （原始内容存档于2007-05-30）.
12. ↑  . McMaster University.   [2007-08-03]. （原始内容存档于2007-06-08）.
13. ↑  . Hamilton Spectator. 2007-05-09.
14. ↑  Hemsworth, Wade. . The Hamilton Spectator. 2007-05-09.
15. ↑  .   [2007-08-03]. （原始内容存档于2007-09-26）.
16. ↑  . The Hamilton Spectator. 2007-02-06: A–12.
17. 1 2  . The Hamilton Spectator. 2007-04-12.
18. ↑  . Invest in Hamilton, Economic Development Review 2005.
19. ↑  . John C. Munro Hamilton International Airport.   [2007-08-03]. （原始内容存档于2007-08-21）.
20. ↑  . John C. Munro Hamilton International Airport.   [2007-08-03]. （原始内容存档于2007-07-20）.
21. ↑  McacIntyre, Nicole. . The Hamilton Spectator. 2007-01-30.
22. ↑  .   [2007-08-13]. （原始内容存档于2008-10-07）.
23. ↑  Powell, Naomi. . Hamilton Spectator. 2006-12-29: A18  [2017-08-10]. （原始内容存档于2007-09-27）.
24. ↑  Invest in Hamilton, Economic Development Review 2006, Hamilton Spectator Insert; Tuesday, May 23, 2007, Page IH8
25. ↑  . Yahoo Finance.   [2006-12-30]. （原始内容存档于2011-05-22）.
26. ↑   (PDF). Hamilton Port Authority (media release- pdf. file).   [2007-08-03]. （原始内容 (PDF)存档于2007-09-28）.
27. ↑  .   [2017-06-24]. （原始内容存档于2006-02-06）.
28. ↑  . Hamilton Spectator. 2007-05-08.
29. ↑  .   [2007-08-03]. （原始内容存档于2007-05-23）.
30. ↑  . Hamilton Spectator. 2007-05-09.